# مای هاگیوارا
مای هاگیوارا (انگلیسی: Mai Hagiwara; ۷ فوریهٔ ۱۹۹۶ – ) خواننده، و بازیگر اهل ژاپن بود. وی بین سال‌های ۲۰۰۲ تا ۲۰۱۷ میلادی فعالیت می‌کرد.